# Cissus sue
Cissus sue är en vinväxtart som beskrevs av Gilg & M. Brandt. Cissus sue ingår i släktet Cissus och familjen vinväxter. Inga underarter finns listade i Catalogue of Life.